# Aleuritopteris rosulata
Aleuritopteris rosulata är en kantbräkenväxtart som först beskrevs av Carl Frederik Albert Christensen, och fick sitt nu gällande namn av Ren-Chang Ching. Aleuritopteris rosulata ingår i släktet Aleuritopteris och familjen Pteridaceae. Inga underarter finns listade.